# Cestrum fulvescens
Cestrum fulvescens là loài thực vật có hoa trong họ Cà. Loài này được Fernald mô tả khoa học đầu tiên năm 1900.